# Виноградне листя (кулінарія)

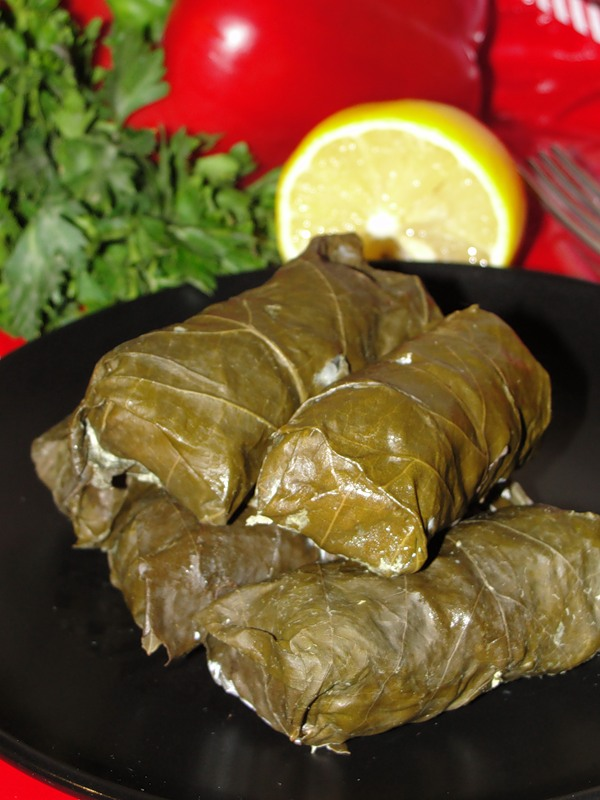
Вірменська долма з виноградного листя

Виноградне листя (листя виноградної лози) — використовуються в кухнях низки культур. Їх можна використовувати свіжими або консервувати для приготування страв надалі.
Для приготування долми, широко поширеної в Середземномор'ї, на Балканах та на Близькому Сході, листя фарширують сумішшю м'яса і рису й закручують. Їх також можна застосовувати в інших різних рецептах та стравах. Наприклад, у виноградне листя загортають і інші начинки, наприклад сир чи домашній сир, рибу. В Узбецькій кухні є коваток палов — з виноградним листям. 
З листя винограду варять суп, их добавляют в зелёный борщ, використовують як пікантну добавку до супів із зеленню та капустою.. А також роблять салат.

## Поживність
Консервовані виноградні листи (зготовлені, солоні) складаються на 76% з води, на 12% з вуглеводів, на 4% з білків і на 2% з жирів. У 100 грамах (3,5 унції) листя міститься 69 калорій, вони є багатим джерелом (20% або більше денної норми, DV), натрію (119% DV), вітаміну А (105% DV), міді (95% DV), пантотенової кислоти (43% DV) та деяких інших вітамінів групи В та харчових мінералів.

## Галерея

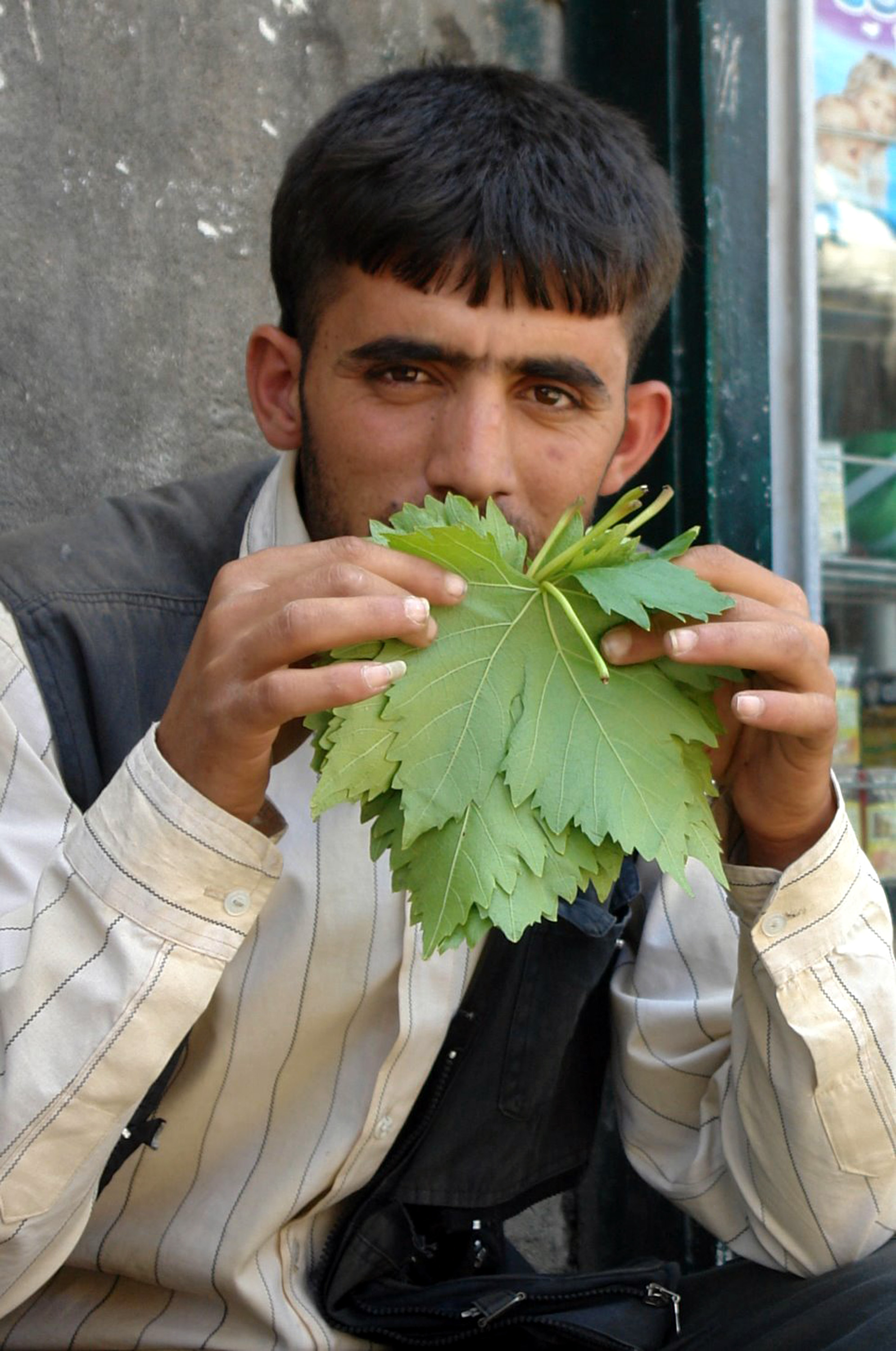
Продавець виноградного листя в сирійському Дамаску.
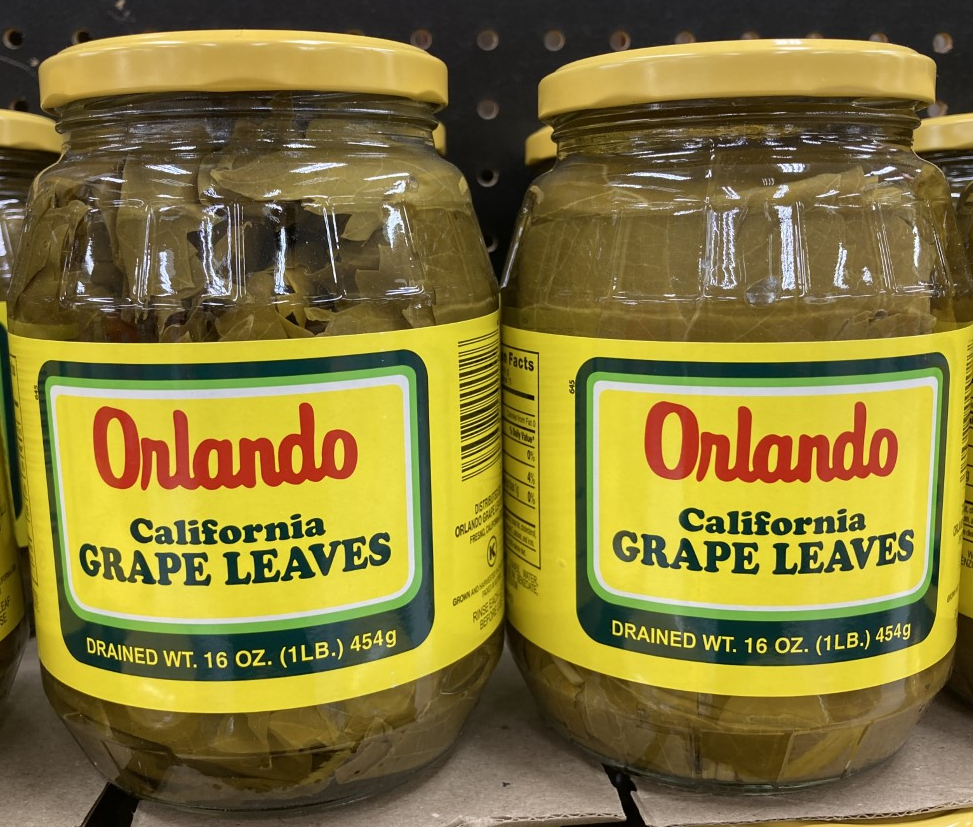
Консервоване виноградне листя
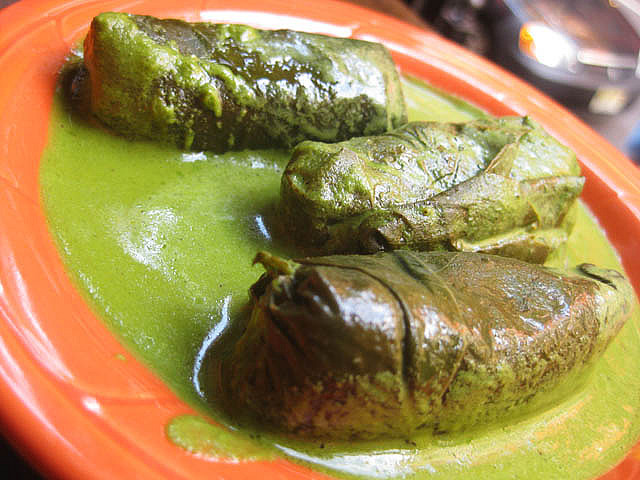
Фаршироване виноградне листя з м'ятним соусом
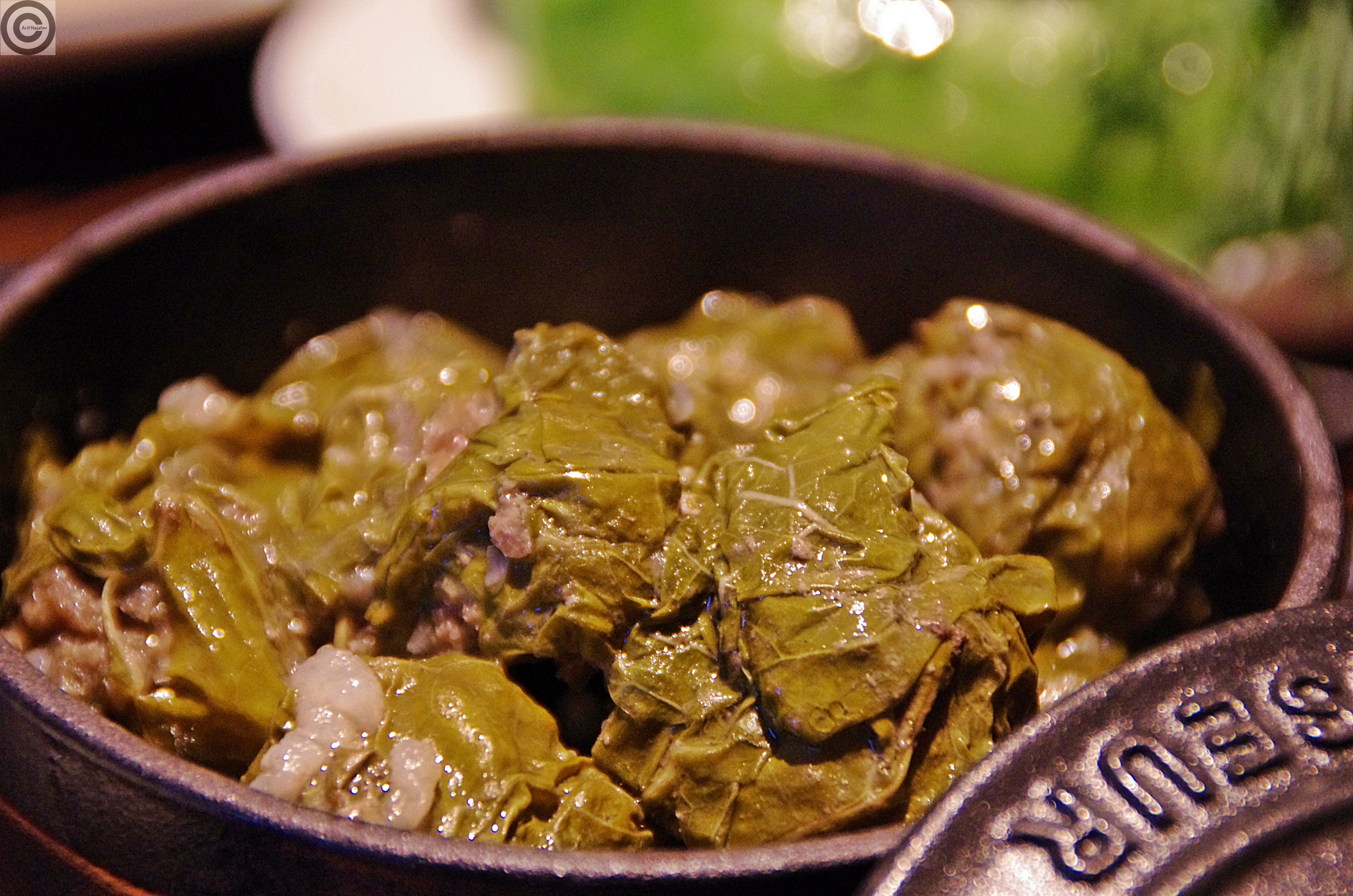
Азербайджанська долма
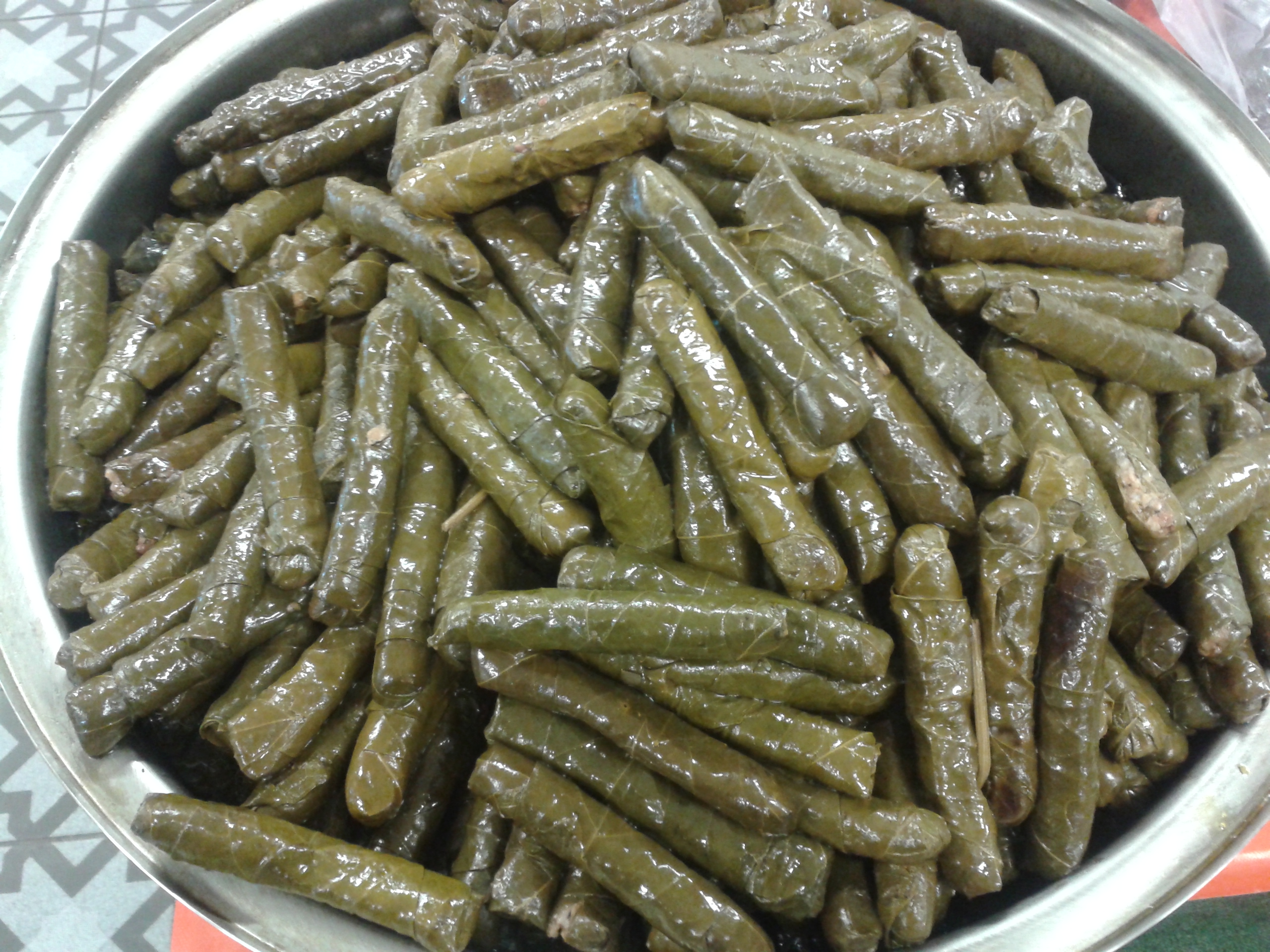
Япрак сарма
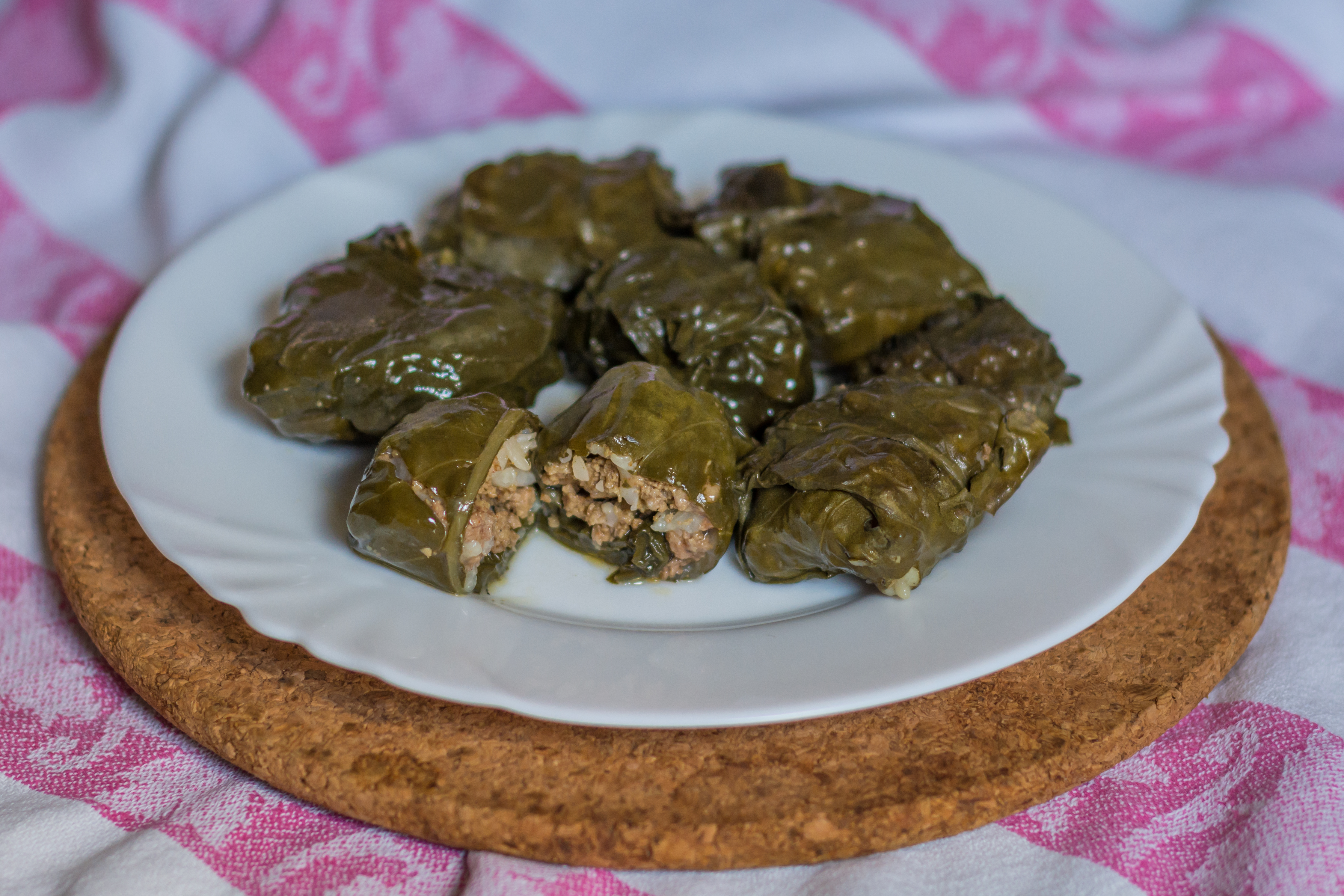
Сармале